# Leknes
Leknes (samisk: Liehkke) er en by og administrationscenteret i Vestvågøy kommune i Nordland. Leknes fik bystatus efter vedtagelse i kommunestyret 14. september 2002, og er nu sammen med Svolvær en af to byer i Lofoten. Byområdet Leknes har 7.802 indbyggere per 1. januar 2012, og var det byområde med størst befolkningsvækst i Lofoten og Vesterålen i perioden 2000 til 2008.

## Geografi
Leknes ligger i et småkuperet marskområde dybt inde i Buksnesfjorden i Vestvågøy kommune. Leknes er afgrænset i nordøst af Leknes Lufthavn og store moser, og i syd og sydøst af Europavej 10 og Buksnesfjorden. Men Leknes vokser stadig udover sine grenser (særligt mod øst og syd), og E10 er ikke længere en lige så klar grænse som den var tidligere.
Sammen med nabobybyggelsen Gravdal og stedet Fygle udgør Leknes en næsten sammenhængende bebyggelse på 4.220 indbyggere per 1. januar 2009. Leknes og Fygle vokset sammen tidlig i 1980-'erne.
Grundfjeldet tilhører Lofoten-eruptiverne. I Leknes findes også en suprakrustal-serie som tilhører Leknes-gruppen og består af kvartsit, glimmerskifer, amfibolit og marmor.
Der er mulighed for midnatssol på Leknes fra solopgang 26. maj til solnedgang 18. juli. Sidste solopgang før mørketid er 7. december og første solopgang efter mørketid er 5. januar.

## Historie
Leknes voksede frem som centrum for Vestvågøys landbrugsbebyggelser. Udviklingen kom først i fart først efter kommunesammenlægningen i 1963, hvor øens daværende fire kommuner Buksnes, Hol, Valberg og Borge blev slået sammen til kommunen Vestvågøy. Leknes er dermed et af de få steder i Lofoten som ikke er baseret på fiskeri, og som ikke har centrum ved havet. På grund af dette, og fordi stedet har oplevet stærk vækst de sidste år, har Leknes ikke den traditionelle arkitektur med rorbuer som andre bebyggelser i Lofoten.
I 1960'erne og 70'erne blev der bygget en del træbygninger med butikker i stueetage og bolig på første sal i Leknes sentrum. Disse bygninger bliver nu gradvis erstattet af moderne kommercielt byggeri, og Leknes er i færd med at antage en mere bymæssig struktur, med handel og forretninger i centrum og boligområder udenfor centrum.

## Samfund
Leknes har mange centrale funktioner for Vestvågøy kommune og for Vest-Lofoten, som idræts- og svømmehal, videregående skole og lensmandskontor.
Leknes Lufthavn er blandt de mest trafikerede kortbaneflyvepladser i Norge med daglige afganger til Bodø, Svolvær og Røst. Leknes fungerer også som et knudepunkt for busruter i Lofoten. Havnen ved Leknes er meget besøgt af cruisefærger, med over 60 anløb i 2008. E10, som er hovedfærdselsåren i Lofoten, går lige udenfor Leknes centrum og knytter Leknes til resten af Lofoten og videre til det norske fastland.
Lokalavisen for Vest-Lofoten, Lofot-Tidende, holder til på Leknes. I tillæg har regionsaviserne Avisa Nordland' og Lofotposten kontor i Leknes.
Leknes har en adventistkirke, et forsamlingshus som tilhører den lokale pinsemenighed, et forsamlingshus som tilhører den Den apostolsk lutherske førstefødte forsamling, og et menighedshus som tilhører Den norske kirke.

## Erhverv
Leknes har et vældig bredt udvalg af butikker i forhold til indbyggertallet, og fungerer som handelscentrum for Vest-Lofoten. Lofotsenteret, som er et af Nord-Norges største indkøbscentre, ligger i Leknes centrum.
Vigtige virksomheder i Leknes:
- Lofotprodukt AS som producerer fiskemad.
- Poseidon Simulation AS, som specialiserer sig i simulatorer for undervisning i maritime fag, brosimulator
- Europharma AS og Nordly Holding AS som begge tilbyder tjenester og produkter internationalt.

## Kulturminder
Ved Leknes findes resterne af et stort husfundament, beboed ca. 100-200 e.Kr. På Holsøya syd for Leknes er det fundet 60 stenrøser fra jernalderen af forskellige typer, mange med bautasten. På Holsneset lige ved findes Nord-Norges største fundament fra en naust, 44 m langt, fra vikingtiden.

## Kultur
I Lofothallen arrangeres det koncerter med kendte norske og udenlandske artister. Årlige arrangement i Leknes er Lofotmessa som arrangeres om sommeren, og Lofoten Countryfestival og Høstvekka som arrangeres på efteråret. I Leknes centrum ligger Origo kino og Vestvågøy folkebibliotek. På Fygle, lige udenfor Leknes, ligger bymuseet Vestvågøy museum.
Indbyggere fra Leknes kaldes gerne for Leknesværinger, og stednavnet udtales lokalt som "Lækk-nes".